# Stefan Aigner
Stefan Aigner (Múnic, Baviera, 20 d'agost de 1987), és un exfutbolista alemany que jugava de centrecampista.

## Trajectòria
- 1992-2006 TSV 1860 München
- 2006-2007 SV Wacker Burghausen
- 2007-2008 Arminia Bielefeld
- 2009-2012 TSV 1860 München
- 2012-2016 Eintracht Frankfurt
- 2016- TSV 1860 Munchen